# Jeanne Hill
Der Jeanne Hill (französisch Colline Jeanne, in Argentinien Colina Juana) ist ein 195 m hoher Hügel auf der Booth-Insel im Wilhelm-Archipel westlich der Antarktischen Halbinsel. Er ragt 400 m nordwestlich des Mount Guéguen am Ufer des Port Charcot auf.
Teilnehmer der Vierten Französischen Antarktisexpedition (1903–1905) kartierten ihn als Erste. Der Expeditionsleiter und Polarforscher Jean-Baptiste Charcot benannte ihn nach seiner Schwester Marie Amélie Jeanne Claudine Charcot (1865–1940). Das UK Antarctic Place-Names Committee übertrug die französische Benennung 1955 ins Englische.